# Guipel
Guipel est une commune française située dans le département d'Ille-et-Vilaine en région Bretagne, peuplée de 1 735 habitants.

## Géographie
Guipel se situe en Bretagne dans le département d'Ille-et-Vilaine, à 30 kilomètres de Rennes.

### Communes limitrophes
|               | Dingé                 |                    |
| Hédé-Bazouges | Guipel                | Montreuil-sur-Ille |
| Vignoc        | Saint-Médard-sur-Ille |                    |

### Hydrographie
Pour un article plus général, voir Réseau hydrographique d'Ille-et-Vilaine.
La commune est située dans le bassin Loire-Bretagne. Elle est drainée par le canal d'Ille et Rance, la rigole du Boulet, la Normandière, le ruisseau de la Normandière, l'Étang de la Ménardière, la rigole du chênay piguelais, l'ancien ruisseau du Chênay piguelais, le Chênay Piguelais, le ruisseau du Chênay piguelais et le ruisseau du Theil,,.
Le canal d'Ille-et-Rance est un canal, chenal et un cours d'eau naturel navigable, d'une longueur de 84 km, prend sa source dans la commune de Montreuil-sur-Ille et se jette  dans l'Ille à Saint-Grégoire, après avoir traversé 25 communes. 
La rigole du Boulet, d'une longueur de 17 km, prend sa source dans la commune de Dingé et se jette  dans le Canal d'Ille-et-Rance  sur la commune, après avoir traversé trois communes. 

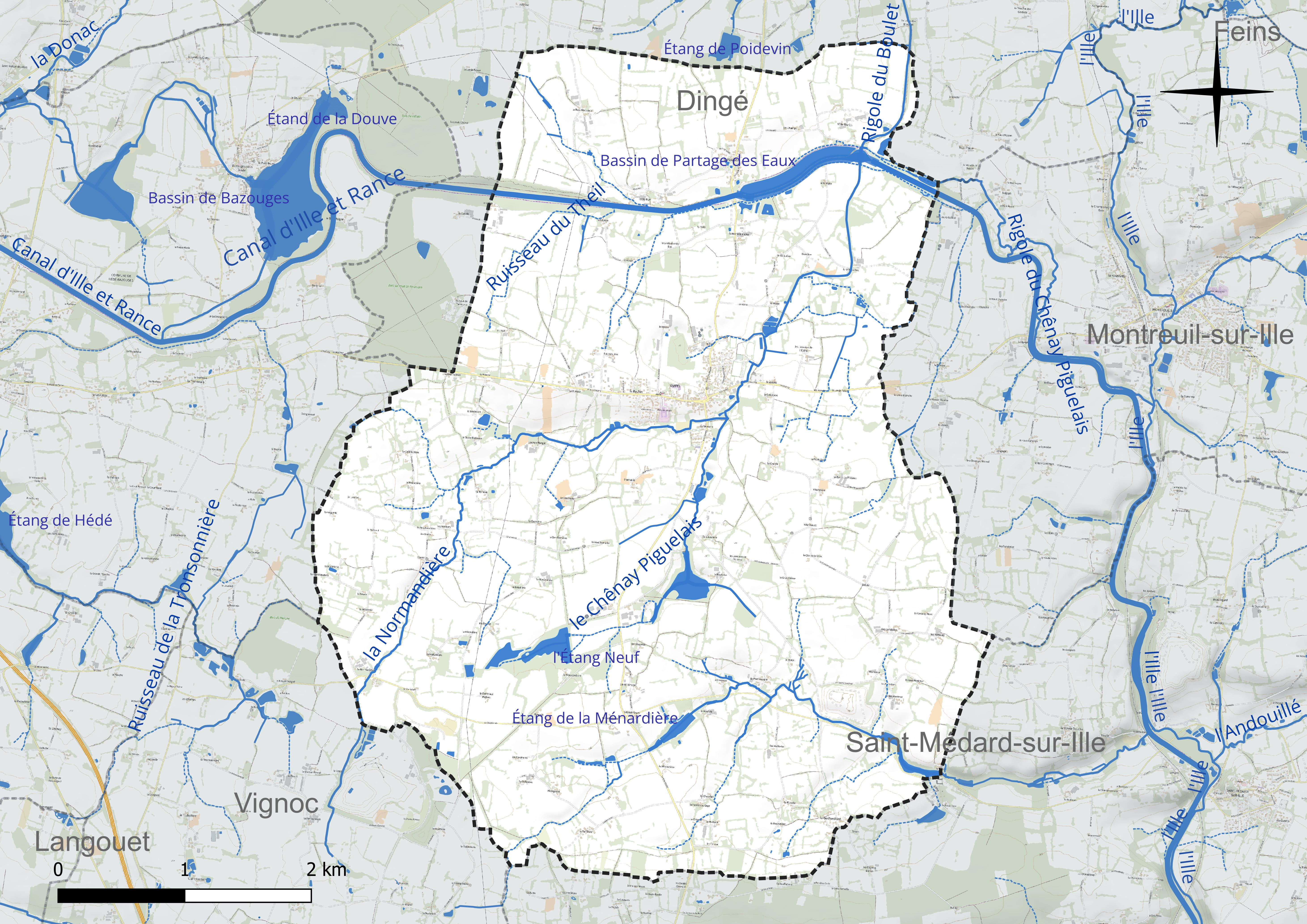
Réseau hydrographique de Guipel.

Trois plans d'eau complètent le réseau hydrographique : le bassin de Partage des Eaux (9,29 ha), l'étang de la Ménardière (2,32 ha) et l'étang Neuf (5,03 ha),.

### Climat
Pour des articles plus généraux, voir Climat de la Bretagne et Climat d'Ille-et-Vilaine.
En 2010, le climat de la commune est de type climat océanique altéré, selon une étude du CNRS s'appuyant sur une série de données couvrant la période 1971-2000. En 2020, Météo-France publie une typologie des climats de la France métropolitaine dans laquelle la commune est exposée à un climat océanique et est dans la région climatique  Bretagne orientale et méridionale, Pays nantais, Vendée, caractérisée par une faible pluviométrie en été et une bonne insolation. Parallèlement l'observatoire de l'environnement en Bretagne publie en 2020 un zonage climatique de la région Bretagne, s'appuyant sur des données de Météo-France de 2009. La commune est, selon ce zonage, dans la zone « Intérieur Est », avec des hivers frais, des étés chauds et des pluies modérées.  
Pour la période 1971-2000, la température annuelle moyenne est de 11,4 °C, avec une amplitude thermique annuelle de 12,7 °C. Le cumul annuel moyen de précipitations est de 775 mm, avec 12,7 jours de précipitations en janvier et 7,2 jours en juillet. Pour la période 1991-2020, la température moyenne annuelle observée sur la station météorologique la plus proche, située sur la commune de Feins à 7 km à vol d'oiseau, est de 11,9 °C et le cumul annuel moyen de précipitations est de 816,2 mm,. Pour l'avenir, les paramètres climatiques de la commune estimés pour 2050 selon différents scénarios d'émission de gaz à effet de serre sont consultables sur un site dédié publié par Météo-France en novembre 2022.

## Urbanisme

### Typologie
Au 1er janvier 2024, Guipel est catégorisée bourg rural, selon la nouvelle grille communale de densité à sept niveaux définie par l'Insee en 2022.
Elle est située hors unité urbaine. Par ailleurs la commune fait partie de l'aire d'attraction de Rennes, dont elle est une commune de la couronne,. Cette aire, qui regroupe 183 communes, est catégorisée dans les aires de 700 000 habitants ou plus (hors Paris),.

### Occupation des sols
L'occupation des sols de la commune, telle qu'elle ressort de la base de données européenne d'occupation biophysique des sols Corine Land Cover (CLC), est marquée par l'importance des territoires agricoles (95 % en 2018), en diminution par rapport à 1990 (95,9 %). La répartition détaillée en 2018 est la suivante : 
zones agricoles hétérogènes (47,7 %), prairies (24 %), terres arables (23,3 %), zones urbanisées (2,2 %), forêts (2,2 %), mines, décharges et chantiers (0,5 %). L'évolution de l'occupation des sols de la commune et de ses infrastructures peut être observée sur les différentes représentations cartographiques du territoire : la carte de Cassini (XVIIIe siècle), la carte d'état-major (1820-1866) et les cartes ou photos aériennes de l'IGN pour la période actuelle (1950 à aujourd'hui).

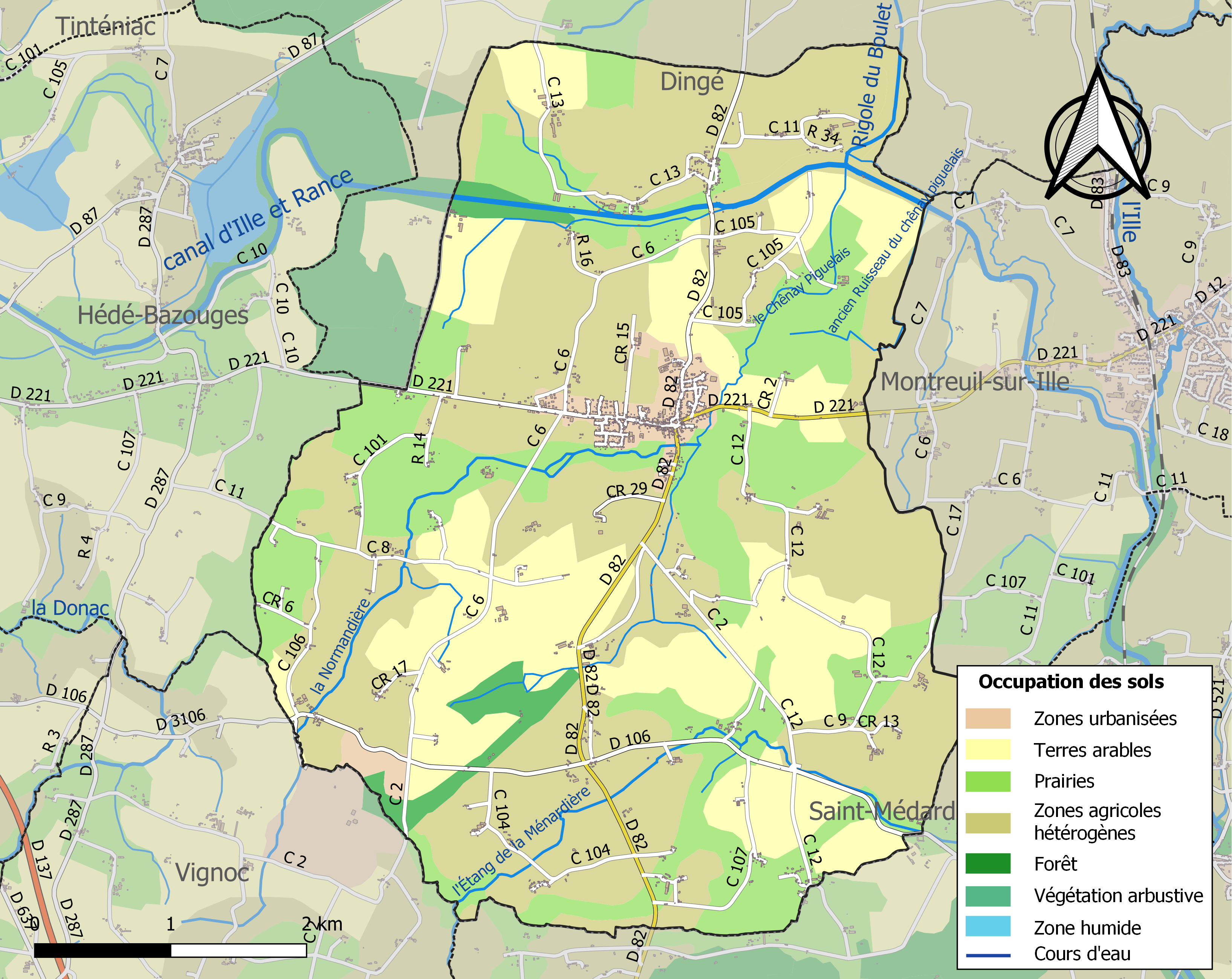
Carte des infrastructures et de l'occupation des sols de la commune en 2018 (CLC).

## Toponymie
Les formes anciennes du nom de la commune sont Guippetel en 1040 et Guypeel au XVe siècle.
Guipel est issu du breton guik (« village ») et du saint breton Péel[source insuffisante],.
La forme bretonne actuelle est Gwipedel[réf. nécessaire].
Le gentilé est Guipellois.

## Langue bretonne
À la rentrée 2016, l'école Diwan de La Mézière a déménagé à Guipel[réf. souhaitée].
Cette école bilingue breton-français par immersion est gratuite, laïque et ouverte à tous, bretonnants ou non. Les élèves peuvent être accueillis à partir de 2 ans et jusqu'à la fin du primaire.
À la rentrée de septembre 2024, l'école de Guipel comptait 3 classes.

## Politique et administration

### Liste des maires
| Période                                  | Période   | Identité            | Étiquette | Qualité |
| ---------------------------------------- | --------- | ------------------- | --------- | --- |
| Les données manquantes sont à compléter. |           |                     |           | |
| 1798                                     | 1800      | Jean Guérin         |           | |
| 1800                                     | 1808      | François Chabot     |           | |
| 1808                                     | 1814      | Pierre Juette       |           | |
| 1814                                     | 1830      | Bertrand De Langle  |           | |
| 1830                                     | 1856      | Pierre Hodouin      |           | |
| 1856                                     | 1871      | Joseph Allix        |           | |
| 1871                                     | 1874      | Pierre Loncle       |           | Négociant |
| 1874                                     | 1876      | Joseph Bazin        |           | |
| 1876                                     | 1898      | Pierre Loncle       |           | Négociant |
| 1898                                     | 1929      | Albert Loncle       |           | Négociant |
| 1929                                     | 1935      | Ernest Allix        |           | |
| 1935                                     | 1944      | Pierre Deslandes    |           | Boucher |
| 1944                                     | 1945      | Emile Duclos        |           | |
| 1945                                     | 1947      | Alphonse Legavre    |           | Menuisier |
| 1947                                     | 1953      | Jean-Baptiste Josse |           | Cultivateur |
| 1953                                     | 1984      | Raoul Orinel        |           | Chef cantonnier |
| 1984                                     | mars 2001 | Yves Ollivier       |           | Informaticien, maire honoraire |
| mars 2001                                | mars 2008 | Jean-Pierre Rehault |           | Retraité Vice-président de la CC du Val d'Ille (2001 → 2008)                                                                                                 |
| mars 2008                                | mai 2020  | Christian Roger     | DVG       | Artisan Vice-président de la CC du Val d'Ille (2008 → 2020)                                                                                                  |
| mai 2020                                 | En cours  | Isabelle Joucan     | DVG       | Agricultrice Première adjointe au maire (2014 → 2020) Vice-présidente culture de la CC du Val d'Ille (2020 → ) Suppléante du député Tristan Lahais (2024 → ) |

### Jumelages
Guipel est jumelée avec :
- Bruiu (Roumanie) depuis 1995[30].

Par ailleurs, avec les dix-huit autres communes de la communauté de communes du Val d'Ille-Aubigné, Guipel est jumelée avec trois villages du Somerset, au sud-ouest de l'Angleterre :
- Chedzoy (Royaume-Uni) depuis 2003
- Middlezoy (Royaume-Uni) depuis 2003
- Westonzoyland (Royaume-Uni) depuis 2003

## Démographie
L'évolution du nombre d'habitants est connue à travers les recensements de la population effectués dans la commune depuis 1793. Pour les communes de moins de 10 000 habitants, une enquête de recensement portant sur toute la population est réalisée tous les cinq ans, les populations de référence des années intermédiaires étant quant à elles estimées par interpolation ou extrapolation. Pour la commune, le premier recensement exhaustif entrant dans le cadre du nouveau dispositif a été réalisé en 2007.
En 2022, la commune comptait 1 735 habitants, en évolution de +1,82 % par rapport à 2016 (Ille-et-Vilaine : +5,46 %, France hors Mayotte : +2,11 %).
| 1793  | 1800  | 1806  | 1821  | 1831  | 1836  | 1841  | 1846  | 1851  |
| ----- | ----- | ----- | ----- | ----- | ----- | ----- | ----- | ----- |
| 1 449 | 1 421 | 1 480 | 1 477 | 1 458 | 1 465 | 1 472 | 1 557 | 1 564 |

| 1856  | 1861  | 1866  | 1872  | 1876  | 1881  | 1886  | 1891  | 1896  |
| ----- | ----- | ----- | ----- | ----- | ----- | ----- | ----- | ----- |
| 1 578 | 1 607 | 1 657 | 1 673 | 1 795 | 1 752 | 1 711 | 1 706 | 1 700 |

| 1901  | 1906  | 1911  | 1921  | 1926  | 1931  | 1936  | 1946  | 1954  |
| ----- | ----- | ----- | ----- | ----- | ----- | ----- | ----- | ----- |
| 1 558 | 1 501 | 1 460 | 1 319 | 1 303 | 1 324 | 1 220 | 1 204 | 1 210 |

| 1962  | 1968  | 1975  | 1982  | 1990  | 1999  | 2006  | 2007  | 2012  |
| ----- | ----- | ----- | ----- | ----- | ----- | ----- | ----- | ----- |
| 1 122 | 1 126 | 1 071 | 1 190 | 1 283 | 1 420 | 1 545 | 1 562 | 1 690 |

| 2017  | 2022  | - | - | - | - | - | - | - |
| ----- | ----- | - | - | - | - | - | - | - |
| 1 696 | 1 735 | - | - | - | - | - | - | - |

## Économie
Depuis 2021, la commune gère une chaufferie à bois fragmenté avec une fourniture via le programme régional Breizh Bocage.
Sont connectés au réseau : 
- école publique Rosa Parks ;

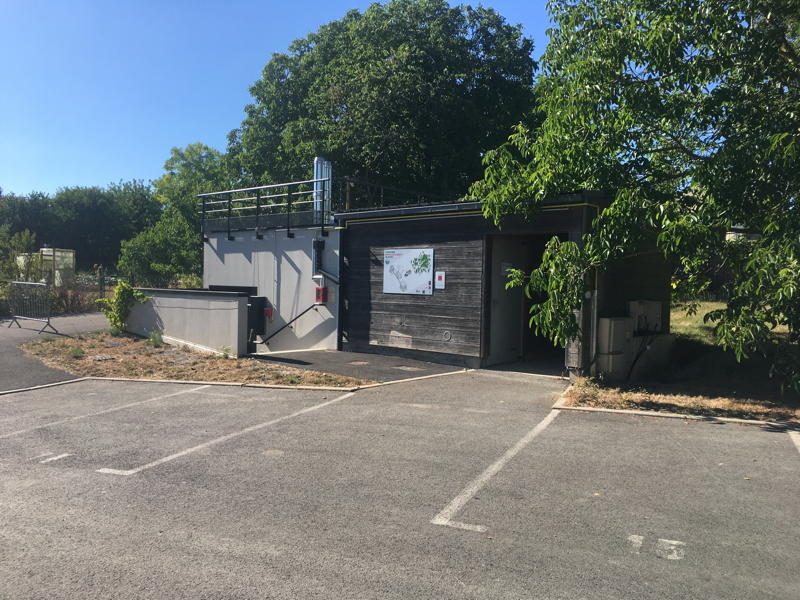
Chaufferie bois fragmenté.

- bâtiment multiservices Les Pontènes (cantine, garderie, espaces loués) ;
- (programmé pour 2024) Ehpad Maison de la vallée Verte.

## Lieux et monuments

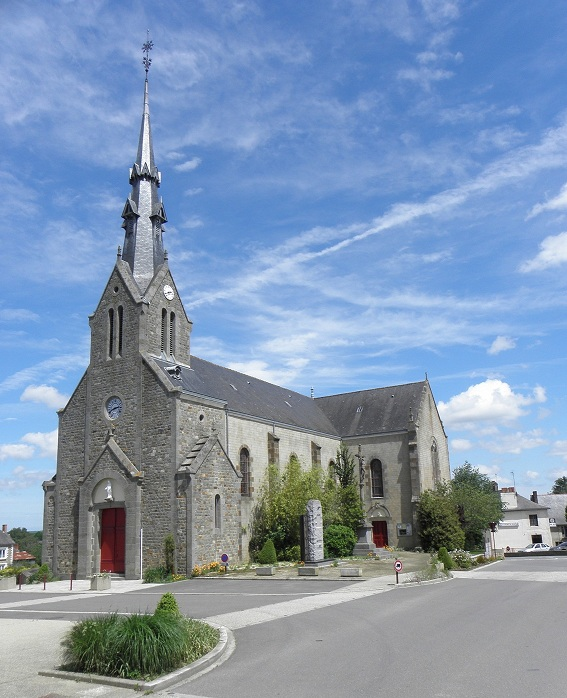
Église paroissiale Saint-Martin de Guipel.

- Étang de la Picquelais, un des étangs méso-eutrophes d'Ille-et-Vilaine[35].
- Église Saint-Martin, construite de 1864 à 1872 par Aristide Tourneux, à l'emplacement d'une église du XVIe siècle[36].
- Manoir de Launay-Jan, datant du XVIe siècle.

## Activité et manifestations
- ViniCircus en avril
- Les guingettes par le Café des Possibles  et l'association La Luciole, en juillet
- La fête de la moisson par Les Festous d'Antan en août
- Les escales curieuses par Art Campo en septembre